# Trinidad Morgades Besari
Trinidad Morgades Besari (sinh năm 1931-2019) là một nhà văn, học giả và nhà ngoại giao từ Guinea Xích Đạo.

## Tiểu sử và giáo dục
Morgades Besari được sinh ra ở Santa Isabel (nay là Malabo) vào năm 1931. Bà theo học tại Quần đảo Canary và Barcelona, Tây Ban Nha. Bà tốt nghiệp Đại học Barcelona năm 1958 với tấm bằng triết học và nghệ thuật, trở thành người phụ nữ Equatoguinean đầu tiên nhận được giáo dục đại học.

## Sự nghiệp
Năm 1959, Morgades Besari trở thành giáo sư Ngôn ngữ và Văn học tại Trường Giảng dạy của Bộ Santa Isabel ở Malabo. Bà đã tham dự Hội nghị của WHO tại Addis Ababa năm 1964 và được bổ nhiệm làm Giám đốc tại Viện Cardenal Cisneros, Đại học Alcalá năm 1965.
Sau khi Guinea dành được độc lập, Morgades Besari được bổ nhiệm làm thư ký đầu tiên của đại sứ quán ở Lagos, Nigeria vào năm 1968. Năm 1971, bà được bổ nhiệm làm tùy viên văn hóa tại đại sứ quán ở Addis Ababa.
Morgades Besari quay trở lại Tây Ban Nha vào năm 1973 và bà được chính phủ bổ nhiệm làm giáo viên dạy văn tại Trường Truyền giáo Franciscan ở Tetouan, Morocco. Bà trở thành Chủ tịch Tiếng Anh và Văn học tại Học viện Reyuto Catolicos ở Vélez-Málaga năm 1975. Besari trở về Guinea Xích đạo vào năm 1986 và được bổ nhiệm làm Tổng thư ký của Đại học Giáo dục Từ xa Quốc gia, giảng dạy tại Đại sứ quán Hoa Kỳ tại Malabo. Bà được bổ nhiệm làm Tổng thư ký Hội đồng nghiên cứu khoa học của Equatorial Guinea năm 1988 và Giám đốc Trường Nông nghiệp Quốc gia năm 1992.
Morgades Besari trở thành giám đốc tờ báo El Correo Guineoecuatoriano vào năm 2000 và được bầu làm chủ tịch Hiệp hội Báo chí của Equatorial Guinea năm 2003. Bà đã viết kịch bản và công chiếu một tác phẩm sân khấu có tên Antígona, một bản cải lương của Antigone. Năm 2005, bà được bổ nhiệm làm phó hiệu trưởng của Đại học Quốc gia Guinea Xích đạo. Bà rời vị trí của mình vào năm 2010 khi được bổ nhiệm làm học giả hàn lâm của Học viện Hoàng gia Tây Ban Nha. Bà đã hợp tác với NGO Macoelanba để hỗ trợ học bổng cho các sinh viên nữ.

## Ấn phẩm
- Morgades Besari, Trinidad (1992). "La puesta en escena de Antigona". El Patio. Quyển 15. tr. 23–24.
- Morgades Besari, Trinidad (2004). "Antígona". Arizona Journal of Hispanic Cultural Studies. Quyển 8. tr. 239–245.
- (Báo cáo). {{Chú thích báo cáo}}: |title= trống hay bị thiếu (trợ giúp)|tựa đề= trống hay bị thiếu (trợ giúp)
- Morgades Besari, Trinidad (2007). "Los criollos (fernandino-krios) de Guinea Ecuatorial". El árbol del Centro. Quyển 5. tr. 31–32.

## Giải thưởng và vinh danh
- Giải thưởng Don Quijote 2010, bởi La Gaceta de Guinea Equatorial[4]

## Cuộc sống cá nhân
Besari đã kết hôn với Samuel Ebuka từ năm 1965. 